# Compartiment no 6
Pour plus de détails, voir Fiche technique et Distribution.
Compartiment no 6 (Hytti Nro 6) est un film germano-estono-russo-finlandais réalisé par Juho Kuosmanen et sorti en 2021,.
C'est l'adaptation du roman du même nom paru en 2011 de l'écrivaine finlandaise Rosa Liksom.

## Synopsis
1996, cinq ans après la fin de l'Union soviétique. À bord du train Moscou-Mourmansk, Laura, étudiante finlandaise en archéologie, doit partager pendant trois jours une voiture-couchette avec Ljoha, un Russe. Le but de son voyage est d'aller voir des pétroglyphes dans la région de Mourmansk. Alors que les premiers contacts avec le jeune homme sont difficiles, leur relation va peu à peu s'améliorer au fil des jours et des longs arrêts sur la ligne.

## Fiche technique
Sauf indication contraire, les informations mentionnées dans cette section peuvent être confirmées par la base de données cinématographiques IMDb,  présente dans la section « Liens externes ».
- Titre français : Compartiment no 6
- Titre original finlandais : Hytti Nro 6
- Titre estonien : Kupee nr 6
- Titre russe : Купе номер шесть, Kupe nomer 6[5]
- Titre allemand : Abteil Nr. 6
- Réalisation : Juho Kuosmanen
- Scénario : Andris Feldmanis, Livia Ulman et Juho Kuosmanen, d'après le roman de Rosa Liksom
- Décors : Kari Kankaanpää
- Costumes : Jaanus Vahtra
- Photographie : Jani-Petteri Passi
- Montage : Jussi Rautaniemi
- Production : Emilia Haukka, Jussi Rantamäki
- Société de production : Elokuvayhtiö Oy Aamu, Kinokompanija CTB, Amrion, Achtung Panda[6]
- Sociétés de distribution : B-Plan Distribution (Finlande), Haut et Court (France)
- Pays de production :  Finlande -  Estonie -  Russie -  Allemagne
- Langues originales : finnois, russe
- Format : couleur — 35 mm[7] — 2,35:1 — son Dolby Atmos
- Genre : drame
- Durée : 107 minutes (1 h 47 min)
- Dates de sortie : 
  - France : 10 juillet 2021 (Festival de Cannes 2021[3],[8]) ; 3 novembre 2021 (sortie nationale)
  - Finlande : 20 septembre 2021 (Festival du film d'Helsinki) ; 29 octobre 2021 (sortie nationale)
  - Russie : 24 septembre 2021 (Kinotavr 2021) ; 25 novembre 2021 (sortie nationale)
  - Allemagne : 2 novembre 2021 (festival de Cottbus) ; 31 mars 2022 (sortie nationale)
  - Estonie : 3 décembre 2021

## Distribution
- Seidi Haarla (VF : Hélène Bizot) : Laura
- Iouri Borissov (VF : Cédric Dumond) : Ljoha
- Dinara Droukarova (VF : Armelle Gallaud) : Irina
- Youlia Aoug (VF : Isabelle Auvray) : Natalia, la contrôleuse du train
- Lidia Kostina (VF : Béatrice Michel) : la mère adoptive de Ljoha
- Tomi Alatalo (VF : Romain Altché) : Sacha, le garçon finlandais à la guitare
- Polina Aoug (VF : Marion Huguenin) : la réceptionniste
- Galina Petrova : l'employée de la gare
- Sergueï Agafonov : Sergueï
- Galina Sodorova : la collègue de la réceptionniste
- Nadejda Koulikova (VF : Nathalie Doudou) : Nadia

Version française
- Studio de doublage : AGM Factory[9]
- Direction artistique : Emmanuel Karsen[10]
- Adaptation : Marc Girard-Igor

## Production
- Dans le film, le personnage joué par Seidi Haarla fait un portrait du personnage interprété par Iouri Borissov. Selon le générique, le dessin a été réalisé par Elina Warsta, probablement Elina Warsta, qui avait déjà réalisé l'affiche d'un précédent film de Juho Kuosmanen, Salaviinanpolttajat[11]
- On entend à plusieurs reprises la chanson Voyage, Voyage de Desireless, notamment pendant le générique de fin.

## Sortie

### Accueil
En France, le site Allociné recense une moyenne des critiques presse de 3,9/5.

## Distinctions

### Récompense
- Festival de Cannes 2021 : Grand prix ex æquo[13]

### Nominations
- Golden Globes 2022 : meilleur film en langue étrangère
- César 2022 : meilleur film étranger

### Sélection
- Festival international du film de Toronto 2021 : en section Contemporary World Cinema